# Síndico general de Andorra
El síndico general es el presidente del Consejo General de Andorra. El cargo de síndico general fue creado a raíz de la creación del Consejo de la Tierra en 1419, antecesor al Consejo General. Es, por tanto, el jefe de gobierno ya que cumplía similares funciones antes de la creación del cargo de Jefe de Gobierno de Andorra. En la actualidad hace las funciones de jefe del parlamento andorrano.

## Lista
| Nombre                                                    | Nombre                          | Retrato | Nacimiento y Muerte                                                                    | Inicio del mandato       | Fin del mandato                              | Partido                            |
| --------------------------------------------------------- | ------------------------------- | ------- | -------------------------------------------------------------------------------------- | ------------------------ | -------------------------------------------- | ---------------------------------- |
|                                                           | Andreu de Alas                  |         | ??? – ???                                                                              | 1419                     | Fecha deconocida                             | Independiente                      |
|                                                           | Arnau Dellas                    |         | ??? – ???                                                                              | 1432                     | Fecha deconocida                             | Independiente                      |
|                                                           | Ignasi Moles                    |         | ??? – ???                                                                              | 1794                     | Fecha deconocida                             | Independiente                      |
|                                                           | Josep Picart                    |         | ??? – ???                                                                              | 1841                     | 1847 (6 años)                                | Independiente                      |
|                                                           | Bonaventura Riba                |         | ??? – ???                                                                              | 1847                     | 1858 (11 años)                               | Independiente                      |
|                                                           | Guillem Gil i Areny             |         | ??? – ???                                                                              | 1858                     | 1861 (3 años)                                | Independiente                      |
|                                                           | Francesc Duran i Maestre        |         | ??? – ???                                                                              | 1861                     | 1865 (4 años)                                | Independiente                      |
|                                                           | Joaquim de Riba i Cassany       |         | ??? – ???                                                                              | 1865                     | 1866 (1 años)                                | Independiente                      |
|                                                           | Barón Guillem d'Areny-Plandolit |         | 19 de febrero de 1822 Seo de Urgel, Cataluña – 23 de febrero de 1876 Toulouse, Francia | 28 de mayo de 1866       | 2 de diciembre de 1867 (1 año y 188 días)    | Independiente                      |
|                                                           | Nicolau Duedra                  |         | Canillo – ???                                                                          | 1868                     | 1875 (7 años)                                | Independiente                      |
|                                                           | Guillem Mora                    |         | ??? – ???                                                                              | 1875                     | 1878 (3 años)                                | Independiente                      |
|                                                           | Bonaventura Moles i Maestre     |         | 1852 Andorra la Vieja – 1934 Andorra la Vieja                                          | 1878                     | 1880 (2 años)                                | Independiente                      |
|                                                           | Joan Pla Calvo                  |         | ??? – ???                                                                              | 1880                     | 1881 (1 años)                                | Independiente                      |
|                                                           | Josep Palmitjavila              |         | ??? – ???                                                                              | 1881                     | 1881                                         | Independiente                      |
|                                                           | Francesc Duran i Maestre        |         | ??? – ???                                                                              | 1881                     | 1883 (2 años)                                | Independiente                      |
|                                                           | Josep Palmitjavila              |         | ??? – ???                                                                              | 1884                     | 1885 (1 años)                                | Independiente                      |
|                                                           | Francesc Duran i Maestre        |         | ??? – ???                                                                              | 1886                     | 1886                                         | Independiente                      |
|                                                           | Francesc Maestre                |         | ??? – ???                                                                              | 1886                     | 1888 (2 años)                                | Independiente                      |
|                                                           | Antoni Moles                    |         | Encamp – ???                                                                           | 1888                     | 1897 (9 años)                                | Independiente                      |
|                                                           | Bonaventura Maestre i Moles     |         | ??? – ???                                                                              | 1893                     | 1898 (5 años)                                | Independiente                      |
|                                                           | Josep Calva                     |         | 1854 Las Escaldas – ???                                                                | 1898                     | 1901 (3 años)                                | Independiente                      |
|                                                           | Bonaventura Maestre i Moles     |         | ??? – ???                                                                              | 1902                     | 1905 (3 años)                                | Independiente                      |
|                                                           | Pere Moles                      |         | ??? – ???                                                                              | 1906                     | 1911 (5 años)                                | Independiente                      |
|                                                           | Bonaventura Maestre i Moles     |         | ??? – ???                                                                              | 1911                     | 1912 (1 años)                                | Independiente                      |
|                                                           | Bonaventura Moles i Maestre     |         | 1852 Andorra la Vieja – 1934 Andorra la Vieja                                          | 1912                     | 1915 (3 años)                                | Independiente                      |
|                                                           | Pere Font i Altamir             |         | ??? – ???                                                                              | 1915                     | 1917 (2 años)                                | Independiente                      |
|                                                           | Josep Vilanova i Cebrià         |         | ??? – ???                                                                              | 1918                     | 1920 (2 años)                                | Independiente                      |
|                                                           | Josep Grepa                     |         | ??? – ???                                                                              | 1920                     | 1920                                         | Independiente                      |
|                                                           | Bonaventura Villarubia          |         | ??? – ???                                                                              | 1920                     | 1923 (3 años)                                | Independiente                      |
|                                                           | Pere Font i Altamir             |         | ??? – ???                                                                              | 1924                     | 1927 (3 años)                                | Independiente                      |
|                                                           | Roc Pallarès i Rossell          |         | ??? – ???                                                                              | 1928                     | 18 de septiembre de 1933 (5 años y 257 días) | Independiente                      |
|                                                           | Pere Torres i Riba              |         | ??? – ???                                                                              | 18 de septiembre de 1933 | 1936 (2 años y 105 días)                     | Independiente                      |
|                                                           | Francesc Molné i Rogé           |         | 1883 Sisquet - 1980                                                                    | 1936                     | 1937 (1 años)                                | Independiente                      |
|                                                           | Francesc Cairat i Freixes       |         | 3 de abril de 1880 San Julián de Loria–19 de diciembre de 1968 San Julián de Loria     | 1937                     | 31 de diciembre de 1960 (23 años y 365 días) | Independiente                      |
|                                                           | Julià Reig Ribó                 |         | 5 de diciembre de 1911 San Julián de Loria - 2 de enero de 1996 San Julián de Loria    | 31 de diciembre de 1960  | 31 de diciembre de 1966 (6 años)             | Independiente                      |
|                                                           | Francesc Escudé i Ferrero       |         | Seo de Urgel -                                                                         | diciembre de 1966        | diciembre de 1972 (6 años)                   | Independiente                      |
|                                                           | Julià Reig Ribó                 |         | 5 de diciembre de 1911 San Julián de Loria - 2 de enero de 1996 San Julián de Loria    | diciembre de 1972        | 29 de diciembre de 1978 (6 años y 28 días)   | Independiente                      |
|                                                           | Estanislau Sangrà i Font        |         | ??? – ???                                                                              | 29 de diciembre de 1978  | 4 de enero de 1982 (3 años y 6 días)         | Independiente                      |
| Creación del cargo de Jefe del Gobierno de Andorra (1982) |                                 |         |                                                                                        |                          |                                              |                                    |
|                                                           | Francesc Cerqueda i Pascuet     |         | ??? – ???                                                                              | 4 de enero de 1982       | 12 de enero de 1990 (8 años y 8 días)        | Unión Liberal                      |
|                                                           | Josep Maria Beal i Benedico     |         | ??? – ???                                                                              | 12 de enero de 1990      | 15 de febrero de 1991 (1 año y 34 días)      | Agrupamiento Nacional Democrático  |
|                                                           | Albert Gelabert                 |         | ??? – ???                                                                              | 15 de febrero de 1991    | 12 de abril de 1992 (1 año y 57 días)        | Unión Liberal                      |
| Régimen democrático (1993)                                |                                 |         |                                                                                        |                          |                                              |                                    |
|                                                           | Jordi Farràs i Forné            |         | ??? – ???                                                                              | 12 de abril de 1992      | 19 de enero de 1994 (1 año y 282 días)       | Agrupamiento Nacional Democrático  |
|                                                           | Josep Dallerès Codina           |         | 1949 Villafranca del Panadés, España                                                   | 19 de enero de 1994      | 10 de marzo de 1997 (3 años y 50 días)       | Agrupamiento Nacional Democrático  |
|                                                           | Francesc Areny i Casal          |         | ??? – ???                                                                              | 10 de marzo de 1997      | 17 de mayo de 2005 (8 años y 68 días)        | Partido Liberal de Andorra         |
|                                                           | Joan Gabriel i Estany           |         | 28 de noviembre de 1963                                                                | 17 de mayo de 2005       | 19 de mayo de 2009 (4 años y 2 días)         | Partido Liberal de Andorra         |
|                                                           | Josep Dallerès Codina           |         | 1949 Villafranca del Panadés, Cataluña                                                 | 19 de mayo de 2009       | 28 de abril de 2011 (1 año y 344 días)       | Partido Socialdemócrata de Andorra |
|                                                           | Vicenç Mateu Zamora             |         | 3 de diciembre de 1961 Las Escaldas-Engordany                                          | 28 de abril de 2011      | 2 de mayo de 2019 (8 años y 4 días)          | Demócratas por Andorra             |
|                                                           | Roser Suñé Pascuet              |         | 26 de agosto de 1960 Andorra la Vieja                                                  | 2 de mayo de 2019        | Actualidad                                   | Demócratas por Andorra             |